# Марсель-Сен-Марсель
Марсе́ль-Сен-Марсе́ль (фр. Marseille-Saint-Marcel) — кантон во Франции, находится в регионе Прованс — Альпы — Лазурный Берег, департамент Буш-дю-Рон. Входит в состав округа Марсель.
Код INSEE кантона — 1342. В кантон Марсель-Сен-Марсель входит часть коммуны Марсель.
Население кантона на 2008 год составляло 31 483 человека.

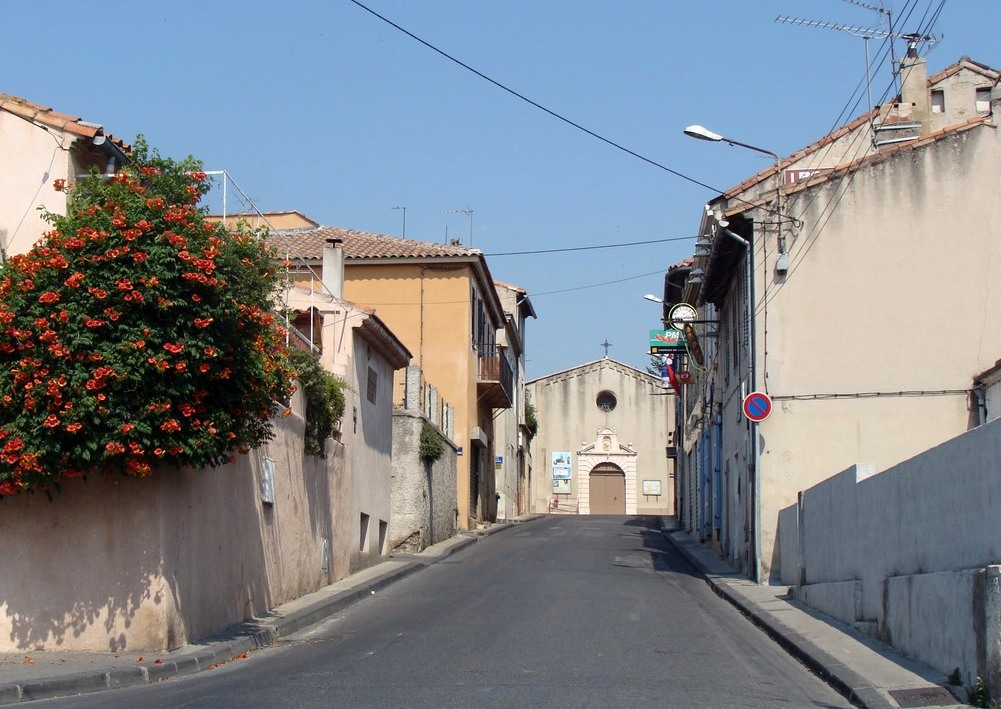
Квартал Ле-Кайоль: главная дорога и церковь
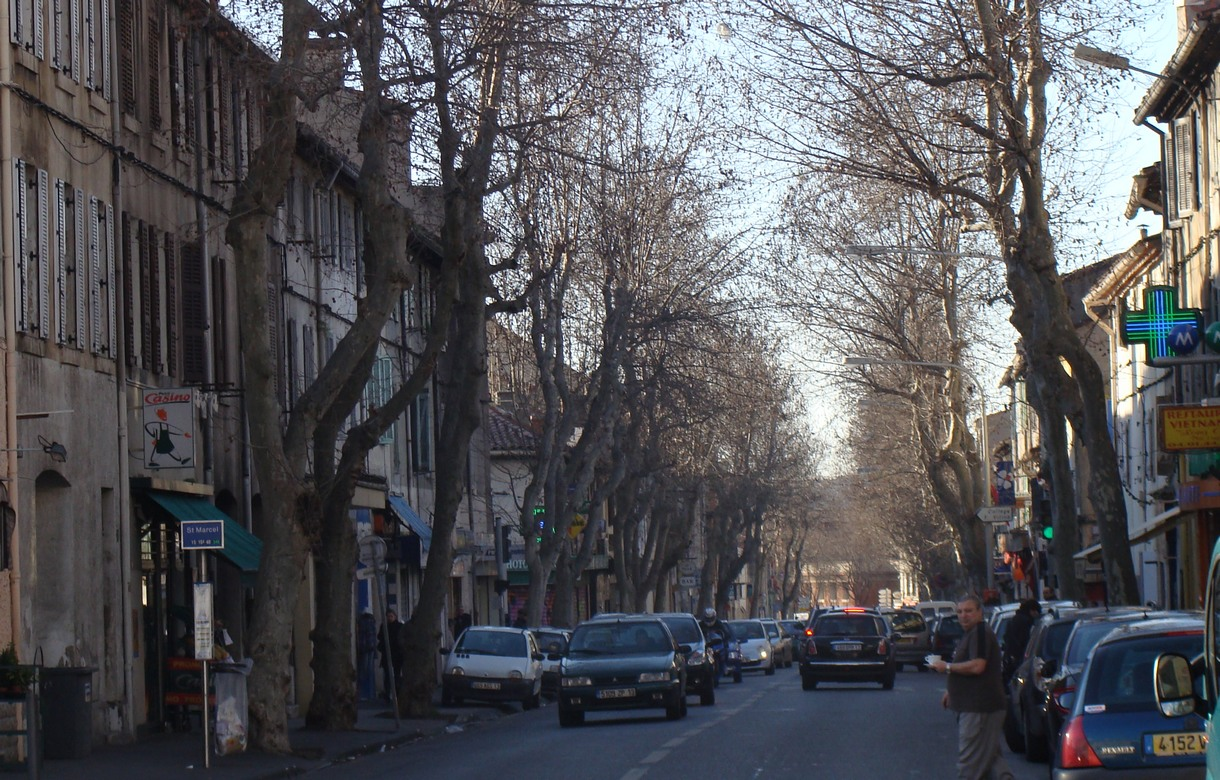
Дорога к Сен-Марсель